# Världsarvsskola
Världsarvsskola är en skola som finns med i projektet Unescos "World Heritage Education".
Projektet syftar till att engagera och involvera ungdomar i bevarandet av världsarven. Det riktar sig främst till grundskolans högre åldrar och gymnasiet.